# 普莱斯·布鲁克菲尔德
埃默里·普莱斯·布鲁克菲尔德（英語：Emery Price Brookfield，1920年5月11日—2006年4月17日），美国NBA联盟职业篮球运动员。